# Carlo Nervo
Carlo Nervo (Bassano del Grappa, 29 ottobre 1971) è un imprenditore ed ex calciatore italiano, di ruolo centrocampista.

## Biografia
È sposato, con due figli.
Dopo il ritiro, si è dedicato alla attività di imprenditore nel settore del mobile.
Dal 2009 al 2014, ha rivestito la carica di sindaco del suo paese d'origine, Solagna, con una lista civica sostenuta da una coalizione formata da Lega Nord e Popolo della Libertà. Dopo 5 anni di mandato ed aver completato sia il risanamento finanziario che il completamento di molti progetti del Comune è tornato all'attività di imprenditore incaricando il gruppo, che aveva formato, di proseguire nell'attività amministrativa.
Alle elezioni regionali in Emilia Romagna del 2024 si candida alla carica di consigliere nella lista civica a sostegno della candidata di centrodestra Elena Ugolini, non risultando però eletto.

## Caratteristiche tecniche
Giocava esterno destro di centrocampo.

## Carriera

### Calciatore
Originario di Solagna, Nervo inizia a giocare a calcio con i pulcini del Solagna per poi passare alla Bassano Virtus dove debutta tra i professionisti nel 1988. Dopo aver disputato le prime stagioni con Bassano e Cittadella, nel 1992 passa al Mantova, club con il quale firma un contratto di due anni.
Nel 1994 Nervo viene acquistato dal Bologna, squadra con la quale gioca ininterrottamente per 11 stagioni (dal 1994-95 fino al 2004-05), annate nelle quali dimostra il suo valore come tornante di fascia con fiuto del gol, fino alla convocazione nella Nazionale di calcio italiana. Dopo una breve parentesi nel corso della stagione 2005-06, durante la quale milita nel Catanzaro, il centrocampista termina la sua carriera calcistica tra i professionisti nuovamente con la maglia del Bologna nel giugno 2007, decidendo di ritirarsi.
È il terzo giocatore con più presenze in gare ufficiali (417) col Bologna, preceduto solamente da Giacomo Bulgarelli e Tazio Roversi.
Nel febbraio 2008, tuttavia, Nervo torna a giocare a calcio, vestendo la maglia del Virgilio (squadra mantovana di Seconda Categoria), non riuscendo però ad evitarne la retrocessione in terza categoria.
Nel 2008-2009 gioca nella formazione reggiana del Rolo, club di Promozione. Nervo inizia la stagione a Rolo con discreti risultati partendo sempre da titolare e contribuendo alla causa della squadra reggiana, ma - dopo la fine del girone di andata - annuncia il suo ritiro dal calcio.

## Statistiche

### Cronologia presenze e reti in nazionale
| Cronologia completa delle presenze e delle reti in nazionale ― Italia | Cronologia completa delle presenze e delle reti in nazionale ― Italia | Cronologia completa delle presenze e delle reti in nazionale ― Italia | Cronologia completa delle presenze e delle reti in nazionale ― Italia | Cronologia completa delle presenze e delle reti in nazionale ― Italia | Cronologia completa delle presenze e delle reti in nazionale ― Italia | Cronologia completa delle presenze e delle reti in nazionale ― Italia | Cronologia completa delle presenze e delle reti in nazionale ― Italia |
| Data                                                                  | Città                                                                 | In casa                                                               | Risultato                                                             | Ospiti                                                                | Competizione                                                          | Reti                                                                  | Note                                                                  |
| --------------------------------------------------------------------- | --------------------------------------------------------------------- | --------------------------------------------------------------------- | --------------------------------------------------------------------- | --------------------------------------------------------------------- | --------------------------------------------------------------------- | --------------------------------------------------------------------- | --------------------------------------------------------------------- |
| 20-11-2002                                                            | Pescara                                                               | Italia                                                                | 1 – 1                                                                 | Turchia                                                               | Amichevole                                                            | -                                                                     | 78’                                                                   |
| 30-4-2003                                                             | Ginevra                                                               | Svizzera                                                              | 1 – 2                                                                 | Italia                                                                | Amichevole                                                            | -                                                                     | 83’                                                                   |
| 4-6-2003                                                              | Campobasso                                                            | Italia                                                                | 2 – 0                                                                 | Irlanda del Nord                                                      | Amichevole                                                            | -                                                                     | 69’                                                                   |
| 18-2-2004                                                             | Palermo                                                               | Italia                                                                | 2 – 2                                                                 | Rep. Ceca                                                             | Amichevole                                                            | -                                                                     | 64’                                                                   |
| 31-3-2004                                                             | Braga                                                                 | Portogallo                                                            | 1 – 2                                                                 | Italia                                                                | Amichevole                                                            | -                                                                     | 88’                                                                   |
| 28-4-2004                                                             | Genova                                                                | Italia                                                                | 1 – 1                                                                 | Spagna                                                                | Amichevole                                                            | -                                                                     | 75’                                                                   |
| Totale                                                                |                                                                       | Presenze                                                              | 6                                                                     |                                                                       | Reti                                                                  | 0                                                                     |                                                                       |

## Palmarès

### Club

#### Competizioni nazionali
- Serie C2: 1

Mantova: 1992-1993
- Serie C1: 1

Bologna: 1994-1995
- Serie B: 1

Bologna: 1995-1996
- Coppa Intertoto UEFA: 1

Bologna: 1998

## Politico
Il 7 giugno 2009 viene eletto Sindaco di Solagna (VI), suo paese natale, nella lista Civica Forza Solagna, sostenuta da Lega Nord/Liga Veneta e dal Popolo della Libertà. Rimane in carica sino alla scadenza naturale del 25 maggio 2014.